# Camí del Soler de Bertí
El Camí del Soler de Bertí és una pista rural del terme municipal de Sant Quirze Safaja, en terres de Bertí, a la comarca del Moianès.
Arrenca del Camí de Sant Miquel del Fai, a 558,2 metres d'altitud, a migdia dels Camps de Cabanyals, des d'on arrenca cap a llevant; passa per damunt de la Cascada de Roca Gironella, i s'adreça cap sud-est per tal d'anar a buscar el Sot de les Taules. Travessa aquest torrent, i el segueix aigües amunt per l'esquerra. Al cap d'un bon tros, el torna a travessar i s'adreça cap al nord, per fer una volta per tal de pujar a la carena que constitueix el marge nord del Sot de les Taules. Així, al cap de poc arriba al Soler de Bertí.